# Matija Kvasina
Matija Kvasina (nascido em 4 de dezembro de 1981) é um ciclista olímpico croata. Representou sua nação em dois eventos nos Jogos Olímpicos de Verão de 2008.